# Deutscher Sportclub Arminia Bielefeld 2017-2018
Questa voce raccoglie le informazioni riguardanti il Deutscher Sportclub Arminia Bielefeld nelle competizioni ufficiali della stagione 2017-2018.

## Stagione
Nella stagione 2017-2018 l'Arminia Bielefeld, allenato da Jeff Saibene, concluse il campionato di 2. Bundesliga al 4º posto. In Coppa di Germania l'Arminia Bielefeld fu eliminato al primo turno dal Fortuna Düsseldorf.

## Rosa
| N. |                     | Ruolo | Calciatore              |
| -- | ------------------- | ----- | ----------------------- |
| 40 | Gambia (bandiera)   | P     | Baboucarr Gaye          |
| 1  | Germania (bandiera) | P     | Stefan Ortega           |
| 33 | Germania (bandiera) | P     | Nikolai Rehnen          |
| 3  | Germania (bandiera) | D     | Brian Behrendt          |
| 13 | Germania (bandiera) | D     | Julian Börner           |
| 23 | Germania (bandiera) | D     | Florian Dick            |
| 28 | Germania (bandiera) | D     | Florian Hartherz        |
| 11 | Germania (bandiera) | D     | Stephan Salger          |
| 4  | Germania (bandiera) | D     | Nils Teixeira           |
| 31 | Germania (bandiera) | D     | Henri Weigelt           |
| 27 | Austria (bandiera)  | C     | Konstantin Kerschbaumer |
| 22 | Italia (bandiera)   | C     | Roberto Massimo         |
| 34 | Germania (bandiera) | C     | Can Özkan               |
| 19 | Austria (bandiera)  | C     | Manuel Prietl           |

| N. |                     | Ruolo | Calciatore         |
| -- | ------------------- | ----- | ------------------ |
| 6  | Germania (bandiera) | C     | Tom Schütz         |
| 37 | Germania (bandiera) | C     | Cerruti Siya       |
| 32 | Germania (bandiera) | C     | Keanu Staude       |
| 38 | Turchia (bandiera)  | C     | Semir Ucar         |
| 5  | Francia (bandiera)  | C     | David Ulm          |
| 16 | Germania (bandiera) | A     | Sören Brandy       |
| 17 | Germania (bandiera) | A     | Christoph Hemlein  |
| 9  | Germania (bandiera) | A     | Fabian Klos        |
| 10 | Germania (bandiera) | A     | Christopher Nöthe  |
| 29 | Germania (bandiera) | A     | Leandro Putaro     |
| 18 | Germania (bandiera) | A     | Nils Quaschner     |
| 21 | Germania (bandiera) | A     | Andreas Voglsammer |
| 7  | Germania (bandiera) | A     | Patrick Weihrauch  |

## Organigramma societario
Area tecnica
- Allenatore: Jeff Saibene
- Allenatore in seconda: Sebastian Hille, Carsten Rump
- Preparatore dei portieri: Marco Kostmann
- Preparatori atletici: Reinhard Schnittker

## Risultati

### 2. Bundesliga

#### Girone di andata
| Arbitro: | Jablonski |

|                       |           |            |
| Staude 39’ Šporar 90’ | Marcatori | 23’ George |

| Arbitro: | Ittrich |

|             |           |                            |
| Omladič 72’ | Marcatori | 38’ Staude 42’ (rig.) Klos |

| Arbitro: | Schlager |

|                                 |           |  |
| Voglsammer 22’ Kerschbaumer 35’ | Marcatori |  |

| Arbitro: | Dietz |

|            |           |                |
| Hartel 55’ | Marcatori | 46’ Voglsammer |

| Arbitro: | Kempter |

|  |           |                                            |
|  | Marcatori | 19’ Stoppelkamp 55’, 59’ Cauly 90’ Onuegbu |

| Arbitro: | Badstübner |

|                                          |           |                                    |
| Großkreutz 31’, 64’ Höhn 53’ Sobiech 84’ | Marcatori | 30’ Voglsammer 35’ Klos 90’ Brandy |

| Arbitro: | Kempkes |

|  |           |                              |
|  | Marcatori | 80’ Voglsammer 90’ Weihrauch |

| Arbitro: | Aarnink |

|            |           |           |
| Börner 78’ | Marcatori | 59’ Feick |

| Arbitro: | Jöllenbeck |

|           |           |                             |
| Ishak 79’ | Marcatori | 61’ Šporar 86’ Kerschbaumer |

| Arbitro: | Stieler |

|  |           |                       |
|  | Marcatori | 35’ Raman 76’ Neuhaus |

| Arbitro: | Reichel |

|                          |           |                    |
| Ducksch 65’ Lewerenz 68’ | Marcatori | 85’ (aut.) Czichos |

| Arbitro: | Gerach |

|            |           |                                          |
| Börner 29’ | Marcatori | 11’ Pledl 45’ (rig.) Kutschke 85’ Kittel |

| Arbitro: | Günsch |

|                   |           |                |
| Kvesić 45’ (rig.) | Marcatori | 90’ Voglsammer |

| Arbitro: | Waschitzki |

|                      |           |                               |
| Schütz 7’ Putaro 90’ | Marcatori | 56’ Abdullahi 64’ Hochscheidt |

| Arbitro: | Badstübner |

|  |           |                                 |
|  | Marcatori | 27’ Voglsammer 90’ Kerschbaumer |

| Arbitro: | Kempter |

|                                                            |           |  |
| Putaro 38’ Dick 53’ Hartherz 62’ Kerschbaumer 77’ Klos 85’ | Marcatori |  |

| Arbitro: | Günsch |

|                                         |           |                |
| Höler 45’ Sukuta-Pasu 59’ Derstroff 88’ | Marcatori | 54’ Voglsammer |

#### Girone di ritorno
| Arbitro: | Koslowski |

|                                             |           |                                 |
| Gimber 14’ Grüttner 25’ Hartherz 78’ (aut.) | Marcatori | 12’ Voglsammer 90’ Kerschbaumer |

| Bielefeld 24 gennaio 2018, ore 20:30 19ª giornata | Arminia Bielefeld | 0 – 0 referto | Greuther Fürth | SchücoArena (12.512 spett.)\| Arbitro: \| Waschitzki \| |
| Arbitro:                                          | Waschitzki        |               |                |                                                         |

| Arbitro: | Hartmann |

|  |           |              |
|  | Marcatori | 68’ Hartherz |

| Arbitro: | Reichel |

|                  |           |               |
| Kerschbaumer 53’ | Marcatori | 16’ Skrzybski |

| Arbitro: | Petersen |

|                       |           |                          |
| Tashchy 52’ Wolze 72’ | Marcatori | 39’ Schütz 67’ Weihrauch |

| Arbitro: | Badstübner |

|                                |           |  |
| Weihrauch 33’ Kerschbaumer 90’ | Marcatori |  |

| Arbitro: | Günsch |

|                                    |           |                         |
| Hartherz 28’ Voglsammer 76’ (rig.) | Marcatori | 48’ Koné 64’, 79’ Röser |

| Arbitro: | Sather |

|                           |           |                           |
| Schnatterer 30’ Thiel 62’ | Marcatori | 66’ Börner 90’ Voglsammer |

| Arbitro: | Kampka |

|                  |           |  |
| Kerschbaumer 90’ | Marcatori |  |

| Arbitro: | Jöllenbeck |

|                                                |           |                       |
| Hennings 31’ Sobottka 57’ Bodzek 68’ Raman 71’ | Marcatori | 25’ Börner 50’ Schütz |

| Arbitro: | Kempkes |

|              |           |               |
| Behrendt 21’ | Marcatori | 25’ Schindler |

| Arbitro: | Alt |

|                           |           |                         |
| Kutschke 59’ Leipertz 62’ | Marcatori | 60’ Klos 77’ Voglsammer |

| Arbitro: | Aarnink |

|                         |           |  |
| Voglsammer 42’ Klos 69’ | Marcatori |  |

| Braunschweig 20 aprile 2018, ore 18:30 31ª giornata | Eintracht Braunschweig | 0 – 0 referto | Arminia Bielefeld | Eintracht-Stadion (22.285 spett.)\| Arbitro: \| Sather \| |
| Arbitro:                                            | Sather                 |               |                   |                                                           |

| Arbitro: | Winkmann |

|                                     |           |                    |
| Klos 62’ (rig.), 90’ Voglsammer 70’ | Marcatori | 37’, 54’ Andersson |

| Arbitro: | Schmidt |

|          |           |  |
| Park 39’ | Marcatori |  |

| Bielefeld 13 maggio 2018, ore 15:30 34ª giornata | Arminia Bielefeld | 0 – 0 referto | Sandhausen | SchücoArena (23.070 spett.)\| Arbitro: \| Cortus \| |
| Arbitro:                                         | Cortus            |               |            |                                                     |

### Coppa di Germania
| Arbitro: | Osmers |

|          |           |                             |
| Klos 55’ | Marcatori | 68’, 96’ Hennings 120’ Fink |

## Statistiche

### Statistiche di squadra
| Competizione      | Punti | In casa | In casa | In casa | In casa | In casa | In casa | In trasferta | In trasferta | In trasferta | In trasferta | In trasferta | In trasferta | Totale | Totale | Totale | Totale | Totale | Totale | DR |
| Competizione      | Punti | G       | V       | N       | P       | Gf      | Gs      | G            | V            | N            | P            | Gf           | Gs           | G      | V      | N      | P      | Gf     | Gs     | DR |
| ----------------- | ----- | ------- | ------- | ------- | ------- | ------- | ------- | ------------ | ------------ | ------------ | ------------ | ------------ | ------------ | ------ | ------ | ------ | ------ | ------ | ------ | -- |
| 2. Bundesliga     | 48    | 17      | 7       | 6       | 4       | 25      | 20      | 17           | 5            | 6            | 6            | 26           | 27           | 34     | 12     | 12     | 10     | 51     | 47     | +4 |
| Coppa di Germania | -     | 1       | 0       | 0       | 1       | 1       | 3       | 0            | 0            | 0            | 0            | 0            | 0            | 1      | 0      | 0      | 1      | 1      | 3      | -2 |
| Totale            | -     | 18      | 7       | 6       | 5       | 26      | 23      | 17           | 5            | 6            | 6            | 26           | 27           | 35     | 12     | 12     | 11     | 52     | 50     | +2 |

### Andamento in campionato
| Giornata  | 1 | 2 | 3 | 4 | 5 | 6 | 7 | 8 | 9 | 10 | 11 | 12 | 13 | 14 | 15 | 16 | 17 | 18 | 19 | 20 | 21 | 22 | 23 | 24 | 25 | 26 | 27 | 28 | 29 | 30 | 31 | 32 | 33 | 34 |
| --------- | - | - | - | - | - | - | - | - | - | -- | -- | -- | -- | -- | -- | -- | -- | -- | -- | -- | -- | -- | -- | -- | -- | -- | -- | -- | -- | -- | -- | -- | -- | -- |
| Luogo     | C | T | C | T | C | T | T | C | T | C  | T  | C  | T  | C  | T  | C  | T  | T  | C  | T  | C  | T  | C  | C  | T  | C  | T  | C  | T  | C  | T  | C  | T  | C  |
| Risultato | V | V | V | N | P | P | V | N | V | P  | P  | P  | N  | N  | V  | V  | P  | P  | N  | V  | N  | N  | V  | P  | N  | V  | P  | N  | N  | V  | N  | V  | P  | N  |
| Posizione | 2 | 3 | 1 | 3 | 4 | 6 | 6 | 6 | 4 | 6  | 7  | 9  | 9  | 9  | 6  | 5  | 6  | 9  | 10 | 8  | 8  | 9  | 5  | 8  | 7  | 5  | 5  | 6  | 6  | 5  | 5  | 4  | 4  | 4  |

Legenda:

Luogo: C = Casa; T = Trasferta. Risultato: V = Vittoria; N = Pareggio; P = Sconfitta.

### Statistiche dei giocatori
| Giocatore       | 2. Bundesliga | 2. Bundesliga | 2. Bundesliga | 2. Bundesliga | Coppa di Germania | Coppa di Germania | Coppa di Germania | Coppa di Germania | Totale   | Totale | Totale      | Totale     |
| Giocatore       | Presenze      | Reti          | Ammonizioni   | Espulsioni    | Presenze          | Reti              | Ammonizioni       | Espulsioni        | Presenze | Reti   | Ammonizioni | Espulsioni |
| --------------- | ------------- | ------------- | ------------- | ------------- | ----------------- | ----------------- | ----------------- | ----------------- | -------- | ------ | ----------- | ---------- |
| B. Gaye         | -             | -             | -             | -             | -                 | -                 | -                 | -                 | -        | -      | -           | -          |
| S. Ortega       | 34            | 0             | 3             | 0             | 1                 | 0                 | 0                 | 0                 | 35       | 0      | 3           | 0          |
| N. Rehnen       | -             | -             | -             | -             | -                 | -                 | -                 | -                 | -        | -      | -           | -          |
| B. Behrendt     | 19            | 1             | 4             | 1             | 1                 | 0                 | 0                 | 0                 | 20       | 1      | 4           | 1          |
| J. Börner       | 27            | 4             | 11            | 0             | 1                 | 0                 | 1                 | 0                 | 28       | 4      | 12          | 0          |
| F. Dick         | 24            | 1             | 5             | 0             | 1                 | 0                 | 0                 | 0                 | 25       | 1      | 5           | 0          |
| F. Hartherz     | 33            | 3             | 0             | 0             | 1                 | 0                 | 1                 | 0                 | 34       | 3      | 1           | 0          |
| S. Salger       | 21            | 0             | 7             | 0             | -                 | -                 | -                 | -                 | 21       | 0      | 7           | 0          |
| N. Teixeira     | 9             | 0             | 1             | 1             | 1                 | 0                 | 0                 | 0                 | 10       | 0      | 1           | 1          |
| H. Weigelt      | 9             | 0             | 1             | 0             | -                 | -                 | -                 | -                 | 9        | 0      | 1           | 0          |
| K. Kerschbaumer | 31            | 8             | 6             | 0             | 1                 | 0                 | 0                 | 0                 | 32       | 8      | 6           | 0          |
| R. Massimo      | 7             | 0             | 0             | 0             | -                 | -                 | -                 | -                 | 7        | 0      | 0           | 0          |
| C. Özkan        | 2             | 0             | 0             | 0             | -                 | -                 | -                 | -                 | 2        | 0      | 0           | 0          |
| M. Prietl       | 32            | 0             | 5             | 0             | 1                 | 0                 | 0                 | 0                 | 33       | 0      | 5           | 0          |
| T. Schütz       | 27            | 3             | 4             | 0             | -                 | -                 | -                 | -                 | 27       | 3      | 4           | 0          |
| C. Siya         | -             | -             | -             | -             | -                 | -                 | -                 | -                 | -        | -      | -           | -          |
| K. Staude       | 28            | 2             | 2             | 0             | 1                 | 0                 | 0                 | 0                 | 29       | 2      | 2           | 0          |
| S. Ucar         | -             | -             | -             | -             | -                 | -                 | -                 | -                 | -        | -      | -           | -          |
| D. Ulm          | -             | -             | -             | -             | -                 | -                 | -                 | -                 | -        | -      | -           | -          |
| S. Brandy       | 11            | 1             | 1             | 0             | -                 | -                 | -                 | -                 | 11       | 1      | 1           | 0          |
| C. Hemlein      | 27            | 0             | 2             | 0             | 1                 | 0                 | 0                 | 0                 | 28       | 0      | 2           | 0          |
| F. Klos         | 33            | 7             | 3             | 0             | 1                 | 1                 | 1                 | 0                 | 34       | 8      | 4           | 0          |
| C. Nöthe        | 1             | 0             | 0             | 0             | -                 | -                 | -                 | -                 | 1        | 0      | 0           | 0          |
| L. Putaro       | 19            | 2             | 2             | 0             | 1                 | 0                 | 0                 | 0                 | 20       | 2      | 2           | 0          |
| N. Quaschner    | 4             | 0             | 0             | 0             | -                 | -                 | -                 | -                 | 4        | 0      | 0           | 0          |
| A. Voglsammer   | 34            | 13            | 4             | 0             | 1                 | 0                 | 0                 | 0                 | 35       | 13     | 4           | 0          |
| P. Weihrauch    | 32            | 3             | 1             | 0             | 1                 | 0                 | 0                 | 0                 | 33       | 3      | 1           | 0          |
| A. Šporar       | 9             | 2             | 1             | 0             | 1                 | 0                 | 0                 | 0                 | 10       | 2      | 1           | 0          |